# Chou moëllier
Brassica oleracea var. medullosa
Variété
Classification phylogénétique
Le chou moëllier ou chou mollier (Brassica oleracea var. medullosa Thell. ou Brassica oleracea Groupe Medullosa) est une variété de chou, originaire de l'ouest de la France, qui possède une tige amincie vers le bas et renflée vers le milieu et vers le haut. Le chou moëllier est cultivé comme plante fourragère, notamment le cultivar 'Maris-Kestrel'.
La plante a été décrite par Albert Thellung, en 1918.

## Description

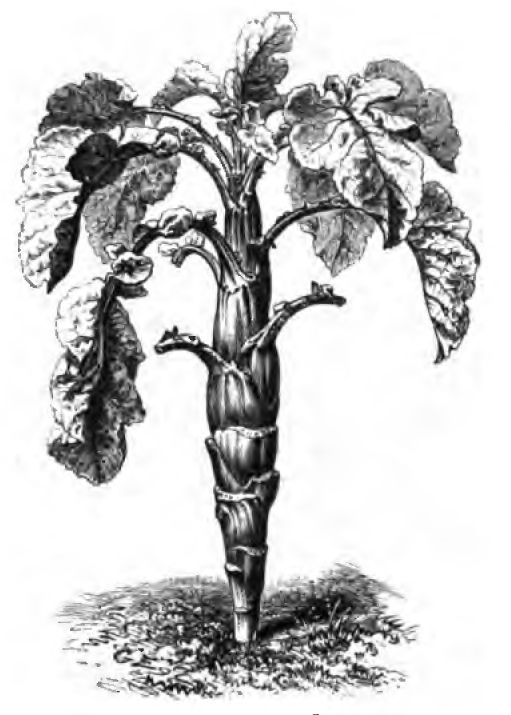
Planche botanique
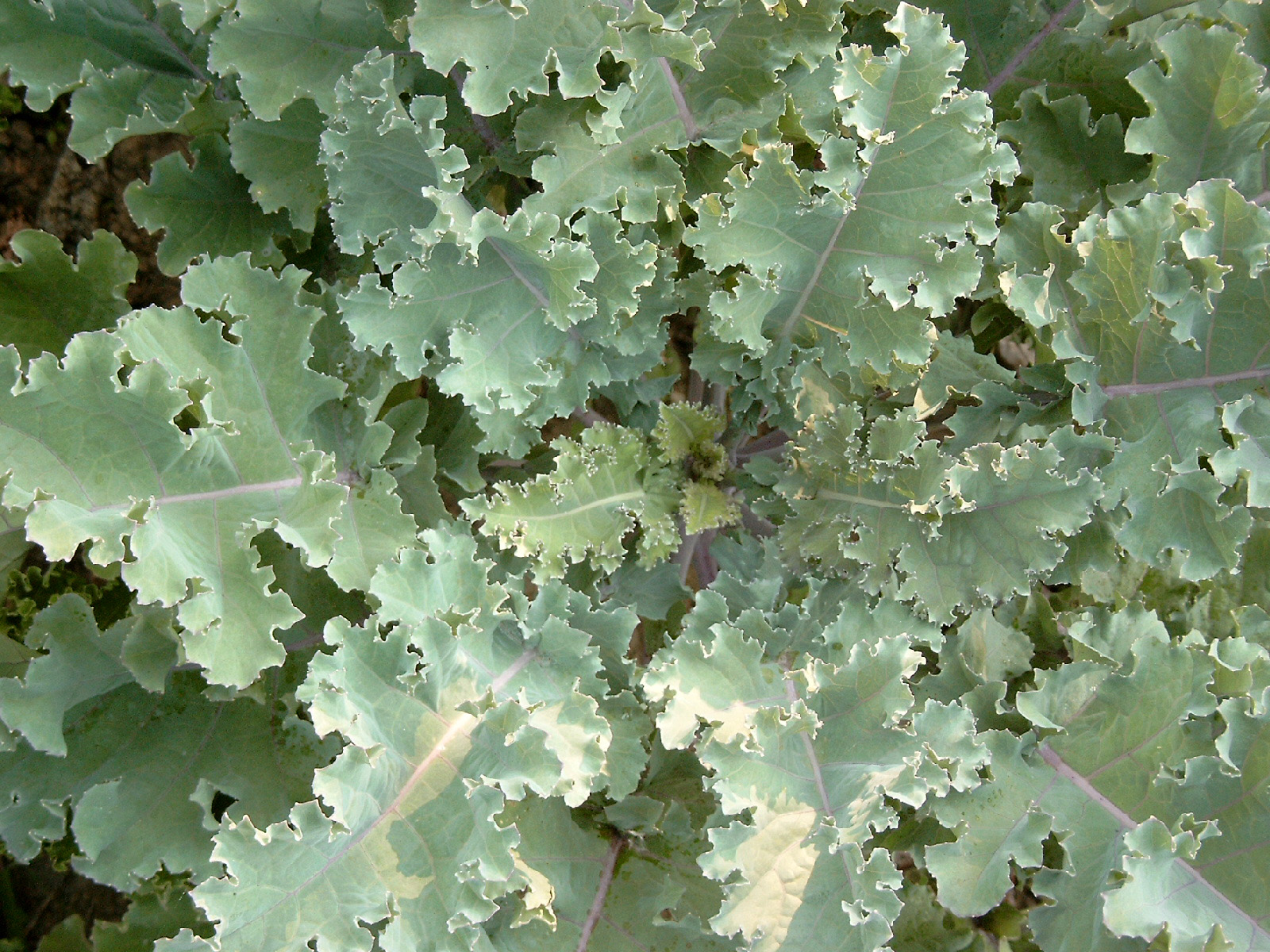
Feuillage vu du dessus